# Evergreen State College

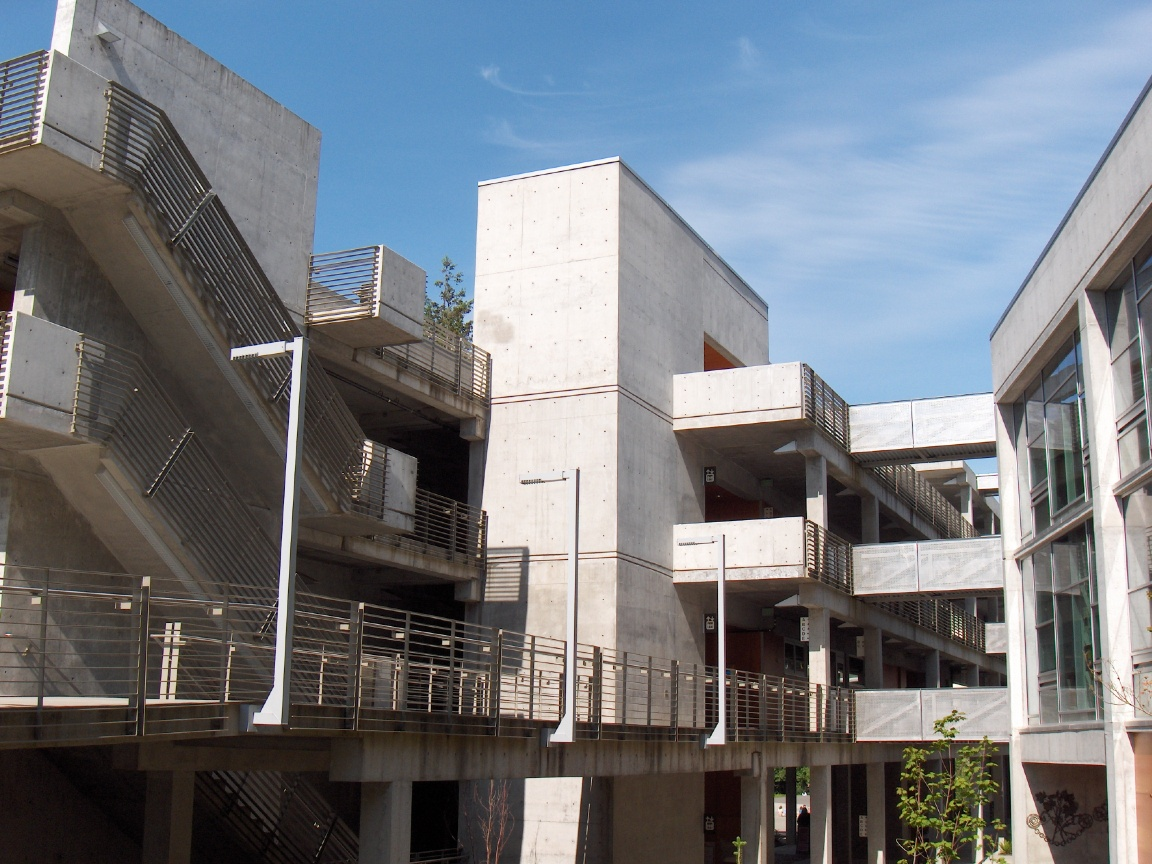
Das Seminar-2-Gebäude

Das Evergreen State College ist ein staatliches Liberal-Arts-College in Olympia im US-Bundesstaat Washington. Das College hat 190 Dozenten und 2281 Studenten. Es gibt weder vorgeschriebene Kurse noch Zensuren.

## Geschichte
1964 verlangte ein Bericht der Hochschulpräsidenten in Washington eine weitere Hochschule, um die geographische Verteilung der staatlichen Institutionen auszugleichen. Die Gesetzgeber wurden in der Folge aktiv und genehmigten 1967 ein neues four-year college.
Als Name der neuen Institution wurde The Evergreen State College aus 31 Vorschlägen ausgewählt. Evergreen State ist der Spitzname des Bundesstaates Washington. Die Schule eröffnete ihre Pforten am 4. Oktober 1971 mit 1178 Studenten. 
Das College hat heute neben dem Hauptcampus in Olympia noch einen weiteren Campus und einen Bauernhof mit biologischem Anbau in Tacoma. 

## Studium
Es werden Bachelor und Masterstudienabschlüsse in 60 Studiengebieten angeboten. Die Studiengebühren betragen für Studenten des Bundesstaats Washington $7.200 und für auswärtige Studenten $27.400 pro Jahr.

## Persönlichkeiten

### Dozenten
- Daniel J. Evans, 16. Gouverneur von Washington, Präsident des Colleges von 1977 und 1983
- Willi Unsoeld, Bergsteiger

### Absolventen
- Charles Burns, Künstler und Comiczeichner
- Rachel Corrie, Friedensaktivistin
- Kimya Dawson, Sängerin
- Elizabeth Furse, Politikerin
- John Bellamy Foster, Journalist
- Matt Groening, Erfinder der Zeichentrickfilmserien Die Simpsons und Futurama
- Kathleen Hanna, Musikerin
- Steve House, Bergsteiger
- Calvin Johnson, Musiker
- Ada Mae Johnson, Pornodarstellerin
- David Rovics, Musiker
- Michael Richards, Schauspieler
- Dana Claire Simpson, Comicautorin und -zeichnerin
- Corin Tucker, Musikerin
- Tay Zonday, Musiker
- Macklemore, Musiker